# Fousseni Diawara
Pour les articles homonymes, voir Diawara.
Fousseni Diawara, né le 28 août 1980 dans le 18e arrondissement de Paris (France), est un footballeur international malien, jouant au poste de défenseur, reconverti par la suite entraîneur de football.
Son frère, Samba Diawara, est lui aussi un footballeur professionnel.

## Biographie

### Formation et débuts
Originaire de Pierrefitte-sur-Seine, Fousseni Diawara intègre le Red Star à 11 ans. Il est sous contrat aspirant de 1996 à 1998 et commence sa carrière senior au Red Star. Lors de la saison 1999-2000 il participe au beau parcours du club en Coupe de France et à l'épopée audonienne en Coupe de la Ligue. En mai 2000 il signe son premier contrat professionnel d'une durée de quatre ans.

### AS Saint-Étienne
En août 2000, il est recruté par l'AS Saint-Étienne, comme défenseur central. Devenu international malien, il termine quatrième de la Coupe d'Afrique des nations en 2002, puis en 2004 lors de sa saison en prêt au Stade lavallois. Après une pige au milieu de terrain en L2, il glisse arrière droit sous la houlette d'Élie Baup à la suite des piètres prestations de Javier Garrido Ramírez et du déclin de Patrice Carteron à l'ASSE. Il s'y adapte même confronté lors de la saison 2005-06 à la concurrence de Loïc Perrin. Il est ainsi largement contributeur dans l'obtention du record d'invincibilité à domicile (cage inviolée) de son gardien Jérémie Janot et du club.
Il se fait remarquer lors d'un Marseille-Saint-Étienne (30e journée de la saison 2005-06) où, alors remplaçant, il oublie son maillot (il devait rentrer pour remplacer Perrin, blessé et pendant que le staff cherchait son maillot resté aux vestiaires, l'OM inscrira les 2 buts de la victoire (défaite 2-0) en passant par le côté droit stéphanois, celui qu'occupait Perrin, les Verts ont donc concédé ces 2 buts et la défaite alors qu'ils jouaient à 10 et sans arrière droit car Perrin était sorti et Diawara pas encore rentré). Il quitte l'ASSE, en étant prêté au FC Sochaux, après une demi-saison saison 2006-07 presque vierge (trois matchs, 215 minutes), Ivan Hasek lui préférant le néo-stéphanois Lamine Diatta.

### Passage en Grèce
À l'issue du prêt, Fousseni revient à l'ASSE pour la saison 2007-08, retrouvant son statut de remplaçant et de renfort régulier de l'équipe réserve en CFA. Il signe lors du mercato d'hiver 2008 un contrat de deux ans et demi avec le club grec du Panionios Athènes après avoir été laissé libre par le club forézien.

### Retour en France
Libéré de tout contrat en 2009, il signe un contrat avec le FC Istres d'une durée d'un an plus une en option en cas de maintien. L'année suivante, il s'engage avec le club de l'AC Ajaccio. Il rejoint le Tours FC pour la saison 2013-2014 ou il signe un contrat de deux ans plus une en option, rejoignant ainsi l'ex-entraineur d'Ajaccio Olivier Pantaloni .
Il met un terme à sa carrière professionnelle à la fin de la saison 2014-2015 pour devenir coordinateur de la sélection malienne.
Le 12 décembre 2023, il est nommé sélectionneur adjoint de l'équipe nationale de Guinée.
Le 4 août 2024, la Fédération guinéenne annonce la fin de sa collaboration avec Fousseni Diawara.

## Palmarès
| - AS Saint-Étienne - Championnat de France de D2 : - Vainqueur : 2004. |  | - AC Ajaccio - Championnat de France de D2 : - Finaliste : 2011. | sochaux Vainqueur : Coupe de france 2007 |

## Statistiques
| Saison                | Club                          | Championnat           | Championnat | Championnat | Coupe nationale | Coupe nationale | Coupe de la Ligue | Coupe de la Ligue | Compétition(s) continentale(s) | Compétition(s) continentale(s) | Compétition(s) continentale(s) | Play-Off | Play-Off | Mali | Mali | Total | Total |
| Saison                | Club                          | Division              | M.          | B.          | M.              | B.              | M.                | B.                | Comp.                          | M.                             | B.                             | M.       | B.       | M.   | B.   | M.    | B.    |
| 1999-2000             | AS Red Star 93                | 3                     | 19          | 0           | 3               | 0               | 2                 | 0                 | -                              | -                              | -                              | -        | -        | -    | -    | 24    | 0     |
| 2000-2001             | AS Red Star 93                | 3                     | 1           | 0           | -               | -               | -                 | -                 | -                              | -                              | -                              | -        | -        | -    | -    | 1     | 0     |
| 2000-2001             | AS Saint-Étienne              | 1                     | 17          | 2           | 1               | 0               | 2                 | 0                 | -                              | -                              | -                              | -        | -        | -    | -    | 20    | 2     |
| 2001-2002             | AS Saint-Étienne              | 2                     | 28          | 0           | 3               | 0               | 2                 | 0                 | -                              | -                              | -                              | -        | -        | 10   | 0    | 43    | 0     |
| 2002-2003             | AS Saint-Étienne              | 2                     | 5           | 0           | -               | -               | -                 | -                 | -                              | -                              | -                              | -        | -        | 7    | 0    | 12    | 0     |
| 2003-2004             | AS Saint-Étienne              | 2                     | 1           | 0           | -               | -               | -                 | -                 | -                              | -                              | -                              | -        | -        | -    | -    | 1     | 0     |
| 2003-2004             | Stade lavallois (prêt)        | 2                     | 20          | 3           | 1               | 0               | -                 | -                 | -                              | -                              | -                              | -        | -        | 10   | 0    | 31    | 3     |
| 2004-2005             | AS Saint-Étienne              | 1                     | 24          | 0           | 1               | 0               | 3                 | 0                 | -                              | -                              | -                              | -        | -        | 4    | 0    | 32    | 0     |
| 2005-2006             | AS Saint-Étienne              | 1                     | 35          | 1           | 1               | 0               | 1                 | 0                 | CI                             | 3                              | 0                              | -        | -        | 2    | 0    | 42    | 1     |
| 2006-2007             | AS Saint-Étienne              | 1                     | 3           | 0           | -               | -               | 3                 | 1                 | -                              | -                              | -                              | -        | -        | 2    | 0    | 8     | 1     |
| 2006-2007             | FC Sochaux-Montbéliard (prêt) | 1                     | 2           | 0           | 1               | 0               | -                 | -                 | -                              | -                              | -                              | -        | -        | -    | -    | 3     | 0     |
| 2007-2008             | AS Saint-Étienne              | 1                     | 4           | 0           | -               | -               | -                 | -                 | -                              | -                              | -                              | -        | -        | -    | -    | 4     | 0     |
| 2007-2008             | Panionios                     | 1                     | 11          | 0           | -               | -               | -                 | -                 | -                              | -                              | -                              | 4        | 0        | -    | -    | 15    | 0     |
| 2008-2009             | Panionios                     | 1                     | 3           | 0           | -               | -               | -                 | -                 | CI                             | 2                              | 0                              | -        | -        | -    | -    | 5     | 0     |
| 2009-2010             | FC Istres                     | 2                     | 20          | 0           | -               | -               | -                 | -                 | -                              | -                              | -                              | -        | -        | -    | -    | 20    | 0     |
| 2010-2011             | AC Ajaccio                    | 2                     | 26          | 2           | 2               | 0               | 2                 | 0                 | -                              | -                              | -                              | -        | -        | -    | -    | 30    | 2     |
| 2011-2012             | AC Ajaccio                    | 1                     | 23          | 3           | 2               | 1               | 1                 | 0                 | -                              | -                              | -                              | -        | -        | -    | -    | 26    | 4     |
| 2012-2013             | AC Ajaccio                    | 1                     | 21          | 2           | -               | -               | -                 | -                 | -                              | -                              | -                              | -        | -        | 9    | 0    | 30    | 2     |
| 2013-2014             | Tours FC                      | 2                     | 30          | 2           | 1               | 0               | 2                 | 0                 | -                              | -                              | -                              | -        | -        | 3    | 0    | 36    | 2     |
| 2014-2015             | Tours FC                      | 2                     | 14          | 0           | -               | -               | -                 | -                 | -                              | -                              | -                              | -        | -        | 6    | 0    | 20    | 0     |
| Total sur la carrière | Total sur la carrière         | Total sur la carrière | 311         | 15          | 16              | 1               | 18                | 1                 | -                              | 5                              | 0                              | 4        | 0        | 53   | 0    | 407   | 17    |